# Kaj Munk
Kaj Harald Leininger Munk (znany jako Kaj Munk) (ur. 13 stycznia 1898 Lolland, zm. 4 stycznia 1944 Hørbylunde) – duński dramatopisarz oraz pastor Kościoła luterańskiego. Zamordowany przez Gestapo.

## Życiorys
Urodził się jako Kaj Harald Leininger Petersen na wyspie Lolland w Danii. Po śmierci ojca zmienił nazwisko na Munk. Od 1924 był wikarym w Vedersø, zachodnia Jutlandia.
Autor dramatów osnutych na kanwie wydarzeń historycznych. Wraz z rozwojem warsztatu pisarskiego pojawiły się w jego sztukach wątki filozoficzne, polityczne i teologiczne. W jego twórczości widać było fascynacje bohaterami o silnych charakterach, mocno angażujących się po stronie wyznawanych ideałów.
Przeciwnik faszyzmu. W 1938 roku ogłosił w gazecie Jyllands-Posten list otwarty do Benito Mussoliniego, w którym krytykował go za prześladowanie Żydów. W czasie okupacji Danii przez Niemcy ostro sprzeciwił się Północnemu dyktatorowi jak nazywał Adolfa Hitlera. Został zaaresztowany przez Gestapo. Zginął 4 stycznia 1944 w Hørbylunde koło Silkeborga.
Ze względu na popularność Niemcy go porwali i następnie zamordowali.
Munk, który był prawicowym i antydemokratycznym pisarzem, do historii literatury duńskiej przeszedł jako antynazistowski męczennik.

## Dramaty
- Pilatus (1917),
- Ordet (1925),
- En Idealist (1928) Idealista,
- I Brændingen (1929),
- Cant (1931),
- De Udvalgte (1933),
- Sejren (1936),
- Han sidder ved Smeltediglen (1938),
- Egelykke (1940),
- Niels Ebbesen (1942),
- Før Cannae (1943).